# Спортна фотография
Спортната фотография е жанр от фотографията, представящ спорта.
Пресъздава човешките движения, неимоверните човешки усилия, красотата на човешкото тяло или интересни моменти от динамичения, вълнуващ и красив свят на спортното състезание. Тя е една от формите на художествената фотография, като ползва принципите и художествените ѝ средства за постигане на висок художествен ефект. Спортната фотография има много общи допирни точки с репортажната фотография, но не винаги високите изисквания към изобразителните качества на тази фотография са необходими за една добра спортна снимка с висока художествена стойност.

## Фотоснимки
Учебни снимки
Това са снимки ползвани от треньори и учители по физическа култура, за да подпомогнат дейността им за обучение. Особено ценни са т. нар. кинограми, които са снимки от кадри от последователни движения заснети с киноснимачен апарат или от съвременните цифрови фотоапарати, пригодени и за серийно заснемане. Учебните снимки трябва да отразяват високото спортно майсторство, за да имат съответния обучаващ ефект и се разбира, че специалното осветление и подготовка на снимания обект за високохудожествена фотография не са най-важното и отстъпват пред документалното предаване.
Пропагандни снимки
Това са фотографски снимки отразяващи физкултурното движение, спортни съоръжения и такива за отдих и спортни състезания, за да се пропагандира обществената страна на спорта за закаляване, добра физическа подготовка от една страна и развлечение на големи маси от хора. Тези снимки трябва да имат не само добра тонална и линейна композиция, но да включват и картини на природа, слънце и въздух, за да действат мобилизиращо и възпитаващо. Особено значение за пропаганда на спорта, физическата култура и туризма има фотоплаката. Жизнерадостните лица, красиви природни кътчета или красиви спортни фигури могат да се съчетаят така, че да се получи фотоплакат с висока художествена стойност.
Спортен репортаж
Това е особено труден жанр, поради много високите изисквания към художественото предаване от една страна и неповторимостта на мига при големи спортни събития, при спортни рекорди или момента на невероятния възторг на зрителите при успешно спортно състезание. Прилага се и изготвянето на фотоочерк, където чрез последователно представени снимки в логичния ход на спортното състезание са заснети най-важните моменти. Илюстрирането на спортните събития с фотоочерк е ограничено, поради малкото определено за това място във вестниците и списанията. Затова изключителното майсторство на фоторепортьора е с една снимка да се предаде настроението, интересното и внушителното в едно спортно събитие.

## Фотозаснемане
Спортната снимка фиксира моменти от бързото движение на обекта. При фотографиране на хора непрекъснато се променя положението на крайниците, тялото, лицето. Движението на човешката фигура непрекъснато обхваща различни фази, независимо дали това е лекоатлет или спортист практикуващ екстремни или въздушни спортове. Фотографът трябва да фиксира най-вълнуващия момент – например прескок на препятствие при бягане, горната позиция над летвата при висок скок, приземяване на парашутист или готовото да литне тяло при бънджи скок. Този момент се нарича „възлов момент на движението“ и е особено изразителен, винаги се търси от спортните фотографи и най-добре предава бързината на движението.
Заснемането на спортист изисква това да се осъществи с подходяща скорост на затвора на фотоапарата. Така:
- за бързо движещ се скиор или скок от шанца се изисква експозиция от 1/500 s до 1/1000 s;
- игра на тенис и тенис на маса изисква скоростта на затвора да е 1/1000 s;
- скок на височина се заснема с експозиция 1/250 s;
- скок на дължина се заснема с 1/500 s или 1/250 s. Особено важно в случая спортистът да се фотографира от ниска гледна точка и близо до пясъчния трап. Така на снимката се усилва усещането за летеж на тялото;
- овчарският скок също се заснема от ниска гледна точка със скорост на затвора 1/500 s или 1/250 s, ако фотографа е по-далеч от спортиста;
- бяганията са интересни на старта и финала. Особено е удобна ниската гледна точка. Бързината на заснемане трябва да е 1/500 s, но е възможно поради бързото движение на краката и ръцете снимката да е по-сполучлива при скорост на затвора 1/1000 s. При такива снимки особено важно е затворът да се задейства по-рано с малко предверение, поради инертноста на системата му, т.е. това да стане малко преди скъсването на финишната лента. Цифровите фотоапарати отварят затвора си със значително задържане и поради закъснението не са най-удобните фотоапарати точно за такъв вид снимки;
- при спортовете с топка – футбол, волейбол, баскетбол и др., фотографирането се затруднява от значителната отдалеченост на фотографа от спортното поле. За това е необходима специална фототехника – телеобективи с висока светлосила и високи скорости до 1/500 s и 1/100 s, в зависимост от заснеманото спортно събитие;
- при плуване, скокове във вода и водни спортове се използват скорости на затвора от 1/100 s до 1/500 s в зависимост от спорта;
- въздушните и екстремни спортове изискват не само подходящ подбор на мястото и гледната точка, но и обективи с дълго фокусно разстояние и високи скорости на заснемане. Поради това спортния фотограф е изключително затруднен. Нерядко функциите на такива фотографи се изпълняват от колеги на спортистите, участващи заедно с тях в спортното събитие.

Много често като похват при спортните снимки се заснема размазан фон или движещи се крайници. Такива снимки са сполучливи и въздействат именно чрез представата за движение. Това се постига чрез намаляване скоростта на затвора до 1/50 s или 1/100 s, но фотографа по време на експонацията движи фотоапарата по посоката на движението на спортиста.

## Фототехника
Всички фотоапарати, които притежават скорост на затвора 1/500 s може да се използват за заснемане на спортни събития, но не винаги ще се постигнат добри резултати. Наличието на сменяема оптика е необходима при заснемането на спортни състезания. При непосредствена близост до старта, може да се ползва широкоъгълен обектив. При направата на спортен портрет се използва дългофокусна портретна оптика. Така по най-добрия начин се проследява и фиксира съсредоточаването и нервното напрежение по лицето на спортиста в очакване на стартовия сигнал.
Особено пригодни са малкоформатните фотоапарати, с които по време на спортно състезание може да се манипулира бързо и лесно. В зависимост от фокусирането върху снимания обект има няколко конструкции:
- с предварително нагласяване на обектива на фокус. Това са т. нар. „слепи камери“.
- с телеметрово нагласяване на фокус. Особено удобни поради това, че следенето на обекта се осъществява едновременно с фокусирането му;
- огледално-рефлексни камери с визьор или шахтов визьор. Последният тип фотоапарати са неудобни за спортни снимки, тъй като образът е обърнат и трудно се следи обектът за заснемане.
- късофокусни фотоапарати, при които от 3 метра нататък всичко е на фокус. Това не са най-подходящите фотоапарати за такива снимки, независимо от простото им обслужване.
- цифровите фотоапарати имат големи възможности за промяна на фокусното разстояние чрез т. нар. „зум“ обективи. Произвеждат се и на пазара се предлагат фотоапарати с промяна на фокусното разстояние на обектива от 3 до 15 пъти. Техният недостатък е забавянето на отварянето на затвора след натискана на спусъка.

При фотографирането на такива снимки трябва да се отчита противоречието скорост – диафрагма и определената от нея дълбочина на рязкост. Увеличаването на скоростта води до отваряне на диафрагмата (блендата) за увеличаване на светлинния поток върху филма или полупроводниковата матрица, а от това намалява дълбочината на рязкост. Може да се получи така, че предния и задния план да не са на фокус. Често пъти именно това е желано в спортната фотография и въздействието на такава снимка е по-силно.
За професионални цели в практиката се използват телеобективи 400 mm f/2,8 и 500 mm f/4. Особено търсени са специализираните камери за спортни снимки Nikon D3 и Canon 1D-series.